# Aragats (ort i Armenien)
Aragats är en ort i Armenien.   Den ligger i provinsen Aragatsotn, i den västra delen av landet, 40 kilometer norr om huvudstaden Jerevan. Aragats ligger 1 976 meter över havet och antalet invånare är 2 707.
Terrängen runt Aragats är varierad, och sluttar österut. Närmaste större samhälle är Aparan, 11,6 kilometer norr om Aragats. 
Trakten runt Aragats består till största delen av jordbruksmark. Runt Aragats är det ganska tätbefolkat, med 60 invånare per kvadratkilometer.